# Kelvin Yeboah
Kelvin Kwarteng Yeboah (Accra, 6 maggio 2000) è un calciatore ghanese naturalizzato italiano, attaccante del Minnesota Utd.

## Biografia
Nato ad Accra, si è poi trasferito con la famiglia in Italia, a Bellinzago Novarese, nel 2004.
Ha un fratello, residente a Londra.
È nipote dell'ex calciatore e imprenditore Anthony Yeboah, giocatore di lungo corso della nazionale ghanese e delle massime serie tedesca e inglese.

## Caratteristiche tecniche
Di ruolo prima punta, dispone di velocità, potenza e buon fiuto del gol.

## Carriera

### Club

#### Gli inizi
Poco dopo essersi stabilito in Italia con la famiglia, ha iniziato a giocare, nell'ordine, nei settori giovanili di Monza, Novara e Gozzano, per poi trasferirsi in Inghilterra, nelle giovanili del West Ham Utd, in cui è rimasto fino al 2018. Nel novembre del 2017, aveva anche sostenuto un provino (non superato) per unirsi ai danesi dell'Aalborg.

#### WSG Swarovski Tirol
Il 19 giugno 2018, ha firmato il suo primo contratto da professionista con gli austriaci del WSG Swarovski Tirol, con cui ha debuttato l'11 agosto seguente, in occasione dell'incontro di Erste Liga (la seconda serie del campionato nazionale) pareggiato 1-1 contro l'Austria Klagenfurt. Ha segnato la sua prima rete il 31 agosto dello stesso anno, nel pareggio per 2-2 contro il Kapfenberger SV. Dopo aver partecipato alla vittoria del campionato e alla conseguente promozione in Bundesliga, Yeboah ha rinnovato il proprio contratto con il club bianco-verde, che nel frattempo era stato ribattezzato "WSG Swarovski Tirol".

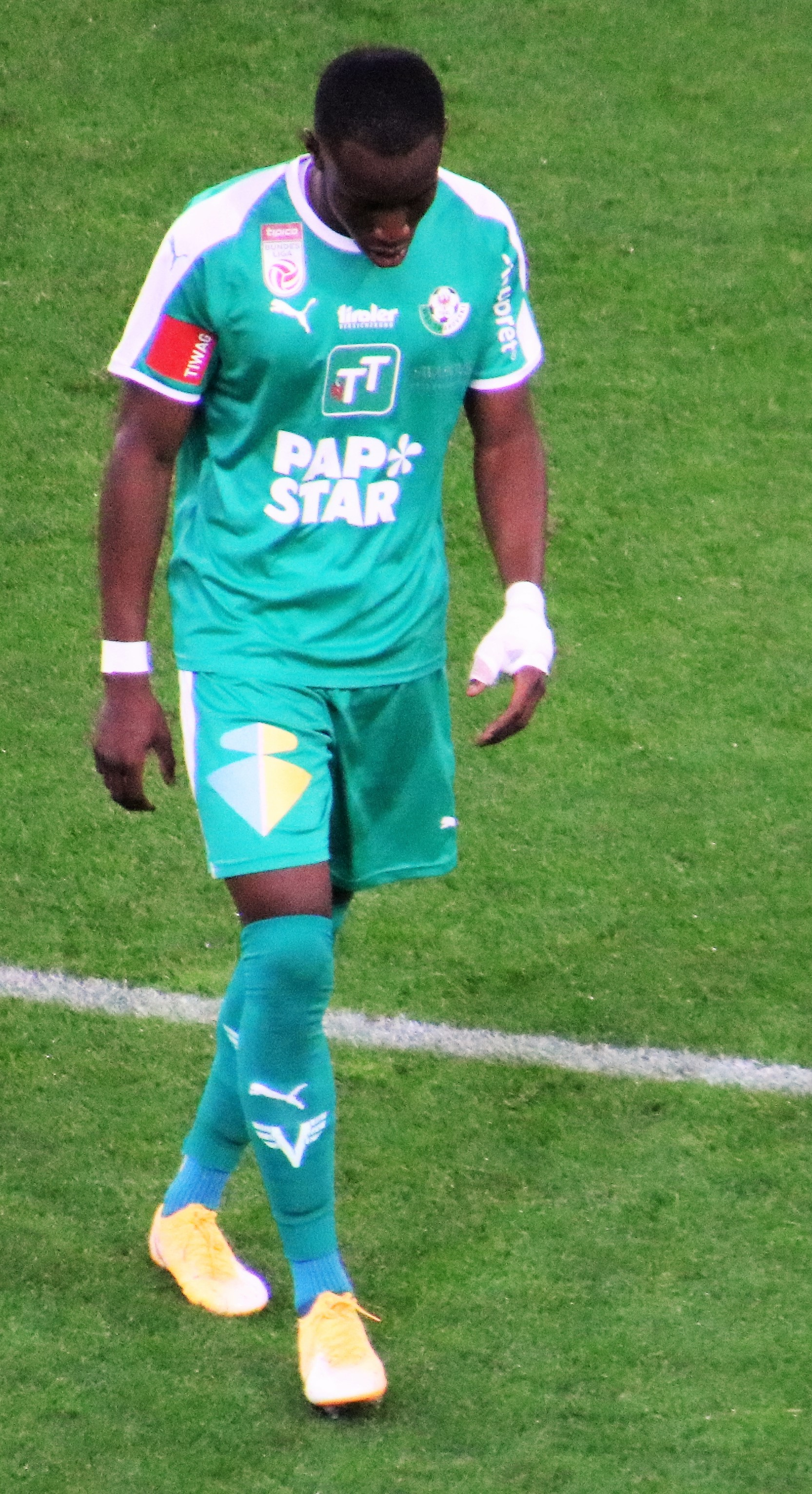
Yeboah con la maglia dello durante un incontro ufficiale nell'ottobre del 2020.

Il 25 settembre 2019, Yeboah ha attirato l'attenzione della stampa locale per aver segnato quattro reti nell'incontro di ÖFB-Cup vinto 5-2 contro l'Austria Vienna. Poche settimane più tardi, il 5 ottobre, ha anche marcato la sua prima rete nella massima serie austriaca, pur non riuscendo ad evitare la sconfitta della sua squadra contro l'Admira Wacker (3-1).

#### Sturm Graz
Il 6 febbraio 2021, viene ufficializzato il suo trasferimento allo Sturm Graz, sempre militante nella Bundesliga austriaca, con cui ha firmato un contratto triennale. È andato a segno per la prima volta con i bianconeri il 6 marzo seguente, proprio contro la sua ex-squadra, in un incontro poi conclusosi sull'1-1. Il 22 maggio del 2021, Yeboah ha realizzato la sua prima doppietta, contribuendo alla vittoria per 3-1 dello Sturm Graz in casa del Wolfsberger. Ha iniziato in maniera ancora più convincente la stagione 2021-22, giocando la sua prima partita in Europa League (e realizzando anche un gol) nell'andata dello spareggio contro gli sloveni del Mura, oltre ad aver segnato sette reti nelle prime nove partite di campionato, fra cui una doppietta al Rheindorf Altach e una di nuovo allo Swarovski Tirol.

#### Genoa e prestiti
L'8 gennaio 2022, viene ufficializzato il suo passaggio al Genoa a titolo definitivo. Il 13 gennaio seguente, esordisce con i rossoblu nella partita di Coppa Italia in casa del Milan. Quattro giorni dopo, invece, debutta in Serie A, nella sconfitta per 6-0 in casa della Fiorentina.
Il 14 agosto 2022, prima giornata della stagione 2022-2023, nella quale il grifone riparte dalla Serie B, Yeboah sigla il suo primo gol con i liguri, fissando il risultato per 2-1 ai danni del Venezia.
Avendo trovato spazio limitato fra i cadetti, il 18 gennaio 2023 Yeboah si trasferisce ufficialmente in prestito con diritto di riscatto all'Augusta, in Bundesliga. Fa il suo debutto con la formazione tedesca quattro giorni dopo, il 22 gennaio, sostituendo Dion Drena Beljo al 76º minuto della sfida di campionato contro il Borussia Dortmund, persa per 4-3. Il 25 gennaio seguente, invece, dopo essere subentrato durante la ripresa dell'incontro con il Borussia M'gladbach, all'82º minuto serve a Mërgim Berisha l'assist per il gol decisivo (1-0).
Rientrato dal prestito al termine della stagione, il 1º settembre 2023 Yeboah viene ufficialmente ceduto in prestito annuale con diritto di riscatto al Montpellier, in Ligue 1: diventa così il primo calciatore italiano a vestire la maglia del club francese. Debutta due giorni dopo, sostituendo Wahbi Khazri al 76º minuto della partita di campionato in casa del Lilla, persa per 1-0.
Il 1º febbraio 2024, viene richiamato dal prestito e ceduto con la stessa formula allo Standard Liegi, nella massima serie belga, fino al termine della stagione. Fa il suo esordio due giorni dopo, subentrando nei minuti finali dell'incontro di campionato con il RWDM47; nell'occasione, al primo pallone toccato, segna il gol del definitivo 2-2 all'86º minuto. Conclude quindi l'annata con sei reti in 14 partite complessive fra stagione regolare e play-off del campionato.

#### Minnesota United
Rientrato in Liguria, il 27 luglio 2024, Yeboah viene acquistato a titolo definitivo dal Minnesota Utd, nella Major League Soccer, firmando un contratto di tre anni e mezzo da giocatore designato. Debutta con i Loons il 25 agosto seguente, segnando anche una doppietta, nella sconfitta per 3-2 in campionato contro i Seattle Sounders.

### Nazionale
Essendo nato da genitori ghanesi, ma cresciuto in Italia (di cui ha acquisito la cittadinanza), Yeboah è eleggibile per rappresentare entrambe le rispettive nazionali.
Nel gennaio del 2019 ha partecipato ad un breve stage della nazionale Under-20 ghanese in vista della Coppa d'Africa categoria, senza però rientrare nella selezione finale, né aver esordito ufficialmente con il Ghana.
Nell'agosto del 2021 ha ricevuto la sua prime convocazioni sia nella nazionale maggiore ghanese sia nella nazionale Under-21 italiana: alla fine, ha risposto alla seconda delle due chiamate, unendosi così alla rappresentativa guidata da Paolo Nicolato.
Il 3 settembre seguente, ha esordito ufficialmente con gli azzurrini, sostituendo l'infortunato Roberto Piccoli all'intervallo e giocando il secondo tempo della partita contro il Lussemburgo, valida per le qualificazioni al campionato europeo di categoria del 2023 e vinta per 3-0 dall'Italia. È partito da titolare nell'incontro successivo con il Montenegro, quattro giorni dopo, venendo poi sostituito da Lorenzo Lucca al 66º minuto: l'Italia ha prevalso per 1-0.
Nel maggio del 2022, è stato convocato per la prima volta in nazionale maggiore dal CT Roberto Mancini, per uno stage dedicato ai giovani calciatori di maggior interesse nazionale.

## Statistiche

### Presenze e reti nei club
Statistiche aggiornate al 5 ottobre 2024.
| Stagione                   | Squadra                    | Campionato                 | Campionato | Campionato | Coppe nazionali | Coppe nazionali | Coppe nazionali | Coppe continentali | Coppe continentali | Coppe continentali | Altre coppe | Altre coppe | Altre coppe | Totale | Totale | Totale |
| Stagione                   | Squadra                    | Comp                       | Pres       | Reti       | Comp            | Pres            | Reti            | Comp               | Pres               | Reti               | Comp        | Pres        | Reti        | Pres   | Reti   |        |
| -------------------------- | -------------------------- | -------------------------- | ---------- | ---------- | --------------- | --------------- | --------------- | ------------------ | ------------------ | ------------------ | ----------- | ----------- | ----------- | ------ | ------ | ------ |
| 2018-2019                  | WSG Swarovski Tirol        | EL                         | 16         | 2          | CA              | 1               | 0               | -                  | -                  | -                  | -           | -           | -           | 17     | 2      |        |
| 2019-2020                  | WSG Swarovski Tirol        | BL                         | 25         | 4          | CA              | 4               | 4               | -                  | -                  | -                  | -           | -           | -           | 29     | 8      |        |
| 2020-feb. 2021             | WSG Swarovski Tirol        | BL                         | 15         | 4          | CA              | 2               | 0               | -                  | -                  | -                  | -           | -           | -           | 17     | 4      |        |
| Totale WSG Swarovski Tirol | Totale WSG Swarovski Tirol | Totale WSG Swarovski Tirol | 56         | 10         |                 | 7               | 4               | -                  | -                  | -                  | -           | -           | -           | 63     | 14     |        |
| feb.-giu. 2021             | Sturm Graz                 | BL                         | 16         | 6          | CA              | 1               | 0               | -                  | -                  | -                  | -           | -           | -           | 17     | 6      |        |
| 2021-gen. 2022             | Sturm Graz                 | BL                         | 16         | 11         | CA              | 2               | 2               | UEL                | 3                  | 1                  | -           | -           | -           | 21     | 14     |        |
| Totale Sturm Graz          | Totale Sturm Graz          | Totale Sturm Graz          | 32         | 17         |                 | 3               | 2               |                    | 3                  | 1                  | -           | -           | -           | 38     | 20     |        |
| gen.-giu. 2022             | Genoa                      | A                          | 17         | 0          | CI              | 1               | 0               | -                  | -                  | -                  | -           | -           | -           | 18     | 0      |        |
| 2022-gen. 2023             | Genoa                      | B                          | 11         | 1          | CI              | 2               | 0               | -                  | -                  | -                  | -           | -           | -           | 13     | 1      |        |
| Totale Genoa               | Totale Genoa               | Totale Genoa               | 28         | 1          |                 | 3               | 0               |                    | -                  | -                  | -           | -           | -           | 31     | 1      |        |
| gen.-giu. 2023             | Augusta                    | BL                         | 13         | 1          | CG              | 0               | 0               | -                  | -                  | -                  | -           | -           | -           | 13     | 1      |        |
| 2023- gen. 2024            | Montpellier                | L1                         | 13         | 0          | CF              | 2               | 1               | -                  | -                  | -                  | -           | -           | -           | 15     | 1      |        |
| feb.-mag. 2024             | Standard Liegi             | PL                         | 6+8        | 4+2        | CB              | 0               | 0               | -                  | -                  | -                  | -           | -           | -           | 14     | 6      |        |
| lug.-dic. 2024             | Minnesota United           | MLS                        | 8          | 7          | -               | -               | -               | LC                 | 0                  | 0                  | -           | -           | -           | 8      | 7      |        |
| Totale carriera            | Totale carriera            | Totale carriera            | 164        | 42         |                 | 14              | 6               |                    | 3                  | 1                  | -           | -           | -           | 181    | 49     |        |

### Cronologia presenze e reti in nazionale
| Cronologia completa delle presenze e delle reti in nazionale ― Italia under 21 | Cronologia completa delle presenze e delle reti in nazionale ― Italia under 21 | Cronologia completa delle presenze e delle reti in nazionale ― Italia under 21 | Cronologia completa delle presenze e delle reti in nazionale ― Italia under 21 | Cronologia completa delle presenze e delle reti in nazionale ― Italia under 21 | Cronologia completa delle presenze e delle reti in nazionale ― Italia under 21 | Cronologia completa delle presenze e delle reti in nazionale ― Italia under 21 | Cronologia completa delle presenze e delle reti in nazionale ― Italia under 21 |
| Data                                                                           | Città                                                                          | In casa                                                                        | Risultato                                                                      | Ospiti                                                                         | Competizione                                                                   | Reti                                                                           | Note                                                                           |
| ------------------------------------------------------------------------------ | ------------------------------------------------------------------------------ | ------------------------------------------------------------------------------ | ------------------------------------------------------------------------------ | ------------------------------------------------------------------------------ | ------------------------------------------------------------------------------ | ------------------------------------------------------------------------------ | ------------------------------------------------------------------------------ |
| 3-9-2021                                                                       | Empoli                                                                         | Italia under 21                                                                | 3 – 0                                                                          | Lussemburgo under 21                                                           | Qual. Europeo Under-21 2023                                                    | -                                                                              | 46’                                                                            |
| 7-9-2021                                                                       | Vicenza                                                                        | Italia under 21                                                                | 1 – 0                                                                          | Montenegro under 21                                                            | Qual. Europeo Under-21 2023                                                    | -                                                                              | 66’                                                                            |
| 25-3-2022                                                                      | Podgorica                                                                      | Montenegro under 21                                                            | 1 – 1                                                                          | Italia under 21                                                                | Qual. Europeo Under-21 2023                                                    | -                                                                              | 82’                                                                            |
| 29-3-2022                                                                      | Trieste                                                                        | Italia under 21                                                                | 1 – 0                                                                          | Bosnia ed Erzegovina under 21                                                  | Qual. Europeo Under-21 2023                                                    | -                                                                              |                                                                                |
| Totale                                                                         |                                                                                | Presenze                                                                       | 4                                                                              |                                                                                | Reti                                                                           | 0                                                                              |                                                                                |

## Palmarès

### Club

#### Competizioni nazionali
- Erste Liga: 1

WSG Wattens: 2018-2019